# Кастана
Кастана (итал. Castana) је насеље у Италији у округу Павија, региону Ломбардија.
Према процени из 2011. у насељу је живело 165 становника. Насеље се налази на надморској висини од 290 м.

## Становништво
| 1936. | 1951. | 1961. | 1971. | 1981. | 1991. | 2001. | 2011. |
| ----- | ----- | ----- | ----- | ----- | ----- | ----- | ----- |
| 1.443 | 1.289 | 1.185 | 949   | 1.901 | 771   | 754   | 744   |